# Artur Alliksaar
Artur Alliksaar, né Artur Alnek le 15 avril 1923 à Tartu et mort le 12 août 1966  à Tartu, est un poète estonien.

## Biographie
Artur Alliksaar entre à l'école élémentaire à Tartu en 1931.
En 1937, il s'inscrit au lycée Hugo-Treffner. Par la suite, en 1942, pour une courte période, il travaille au chemin de fer, comme son père. La même année, il commence à étudier le droit à l'Université de Tartu.
En 1943-1944, il sert comme volontaire dans la légion estonienne de la Waffen-SS. En 1944, il combat sur le front de l'Est contre l'armée rouge.
Après la guerre, il rejoint le mouvement de résistance estonienne des frères de la forêt.
Après, il retourne à Tartu et y travaille de nouveau au chemin de fer. En 1949, les autorités soviétiques l'arrêtent pour avoir abusé de sa position. Les accusations semblent douteuses, politiquement motivées selon lui. En 1954, il est également accusé d’avoir trahi sa patrie et condamné à 25 ans d'exil et d'emprisonnement. Lors de sa libération, en 1957, il n'est pas autorisé à retourner en Estonie et vit dans l'oblast de Vologda. En 1958, il retourne secrètement à Tartu et y travaille dans une brasserie, dans la construction et au chemin de fer.
Il se consacre également à l'écriture créative. Sous les autorités soviétiques, il subit beaucoup d'injustice. En plus d'avoir été emprisonné, sa maison a été brûlée et il est forcé de vivre dans un hangar avec un sol en terre, tandis que son épouse et son fils souffrent de pneumonie.
En 1966, il meurt d'un cancer du côlon et il est enterré au cimetière de Saint-Paul de Tartu.

## Création
Ses influences vont de Rainer Maria Rilke, des modernistes russes des années 1920 (principalement Vladimir Maïakovski et Sergueï Essénine) aux poètes estoniens du groupe Arbujad, tels que Heiti Talvik (en) et Betti Alver.
Dans sa poésie, Artur Alliksaar célèbre la liberté individuelle. Ses poèmes sont novateurs et critiques de son époque. Il écrit principalement en vers libre.
Sa langue est novatrice et fourmille de jeux de mots. Sa création est passionnée, téméraire et bohème par nature.
Peu sont ses poèmes publiés de son vivant. Pourtant, il était déjà reconnu et idolâtré par beaucoup. Il a écrit une pièce de théâtre Nimetu Sarre (L'Île sans nom), publiée de son vivant.
Ses poèmes complets, Päikesepillaja (Soleil somptueux), sont publiés en 1997 et deviennent un best-seller.
Il a également traduit la poésie de Sergueï Essénine, Anna Akhmatova et Rainer Maria Rilke.

## Œuvres
- Nimetu saar (théâtre, 1966)
- Olematus võiks ju ka olemata olla (compilé par Paul-Eerik Rummo, 1968)
- Luule (compilé par Paul-Eerik Rummo, 1976)
- Väike luuleraamat (compilé par Paul-Eerik Rummo, 1984)
- Päikesepillaja (compilé par Urmas Tõnisson, 1997)
- Alliksaar armastusest (compilé par Paul-Eerik Rummo, 2002)

En français, on peut trouver certains de ses poèmes dans l'anthologie :
- Tarah Montbelialtz, Petite anthologie de la poésie estonienne, Paris, Association France-Estonie "Pont de la Démocratie", 2011  (ISBN 978-2-9528423-5-8)

## Sources
- (en) Artur Alliksaar, Päikesepillaja, Ilmamaa, 2004 (ISBN 978-9985-7-7116-7)
- (en) Kaido Jaanson, « Artur Alliksaar » (version du 10 juillet 2007 sur Internet Archive)
- (en) Ants Juske, « Pole paremaid, halvemaid aegu… » (consulté le 17 août 2007)
- (en) « Authors and translators » [archive du 8 février 2007] (consulté le 17 août 2007)

- (en) Cet article est partiellement ou en totalité issu de l’article de Wikipédia en anglais intitulé « Artur Alliksaar » (voir la liste des auteurs).